# チェロキー郡 (テキサス州)
チェロキー郡 (英: Cherokee County) はアメリカ合衆国テキサス州に位置する郡である。人口は46,659人（2000年）。郡庁所在地はラスクである。チェロキー郡はアメリカ州の先住民族チェロキー部族の名を取って命名された。

## 地理
アメリカ合衆国統計局によると、この郡は総面積2,750 km2 (1,062 mi2) である。このうち2,725 km2 (1,052 mi2) が陸地で25 km2 (10 mi2) が水地域である。総面積の0.92%は水地域となっている。

### 隣接する郡
- スミス郡 (北)
- ラスク郡 (北東)
- ナカドーチェス郡 (東)
- アンジェリーナ郡 (南西)
- ヒューストン郡 (南西)
- アンダーソン郡 (西)
- ヘンダーソン郡 (北西)

### 道路及び高速道路
- en:U.S. Route 69
- en:U.S. Route 79
- en:U.S. Route 84
- en:U.S. Route 175

## 人口動勢

2000年国勢調査に基づくチェロキー郡の人口ピラミッド

2000年国勢調査で、この郡は人口46,659人、16,651世帯、及び12,105家族が暮らしている。人口密度は17/km2 (44/mi2) である。7/km2 (18/mi2) の平均的な密度に19,173軒の住宅が建っている。この郡の人種的な構成は白人74.34%、アフリカン・アメリカン15.96%、先住民0.47%、アジア0.40%、太平洋諸島系0.06%、その他の人種7.43%、及び混血1.34%である。ここの人口の13.24%はヒスパニックまたはラテン系である。
この郡内の住民は26.30%が18歳未満の未成年、18歳以上24歳以下が9.30%、25歳以上44歳以下が27.40%、45歳以上64歳以下が21.90%、及び65歳以上が15.10%にわたっている。中央値年齢は36歳である。女性100人ごとに対して男性は101.00人である。18歳以上の女性100人ごとに対して男性は99.00人である。
この郡内の世帯ごとの平均的な収入は29,313米ドルであり、家族ごとの平均的な収入は34,750米ドルである。男性は26,410米ドルに対して女性は19,788米ドルの平均的な収入がある。この郡の一人当たりの収入 (per capita income) は13,980米ドルである。人口の17.90%及び家族の13.70%は貧困線以下である。全人口のうち18歳未満の23.30%及び65歳以上の15.10%は貧困線以下の生活を送っている。

## 都市及び町
- Alto
- Bullard (一部はスミス郡)
- Cuney
- Gallatin
- ジャクソンビル
- ニューサマーフィールド
- レックロー (一部はラスク郡)
- ラスク
- Troup (一部はスミス郡)
- ウェルズ